# Anna Barbara Abesch
Anna Barbara Abesch, ook wel Anna Barbara van Esch (Sursee, 23 maart 1706 - aldaar, 15 februari 1773), was een Zwitserse achterglasschilderes.

## Biografie
Anna Barbara Abesch was een dochter van Johann Peter Abesch. Ze was katholiek en was actief als achterglasschilderes in Sursee. Ze leidde deze kunstvorm tot haar hoogtepunt en oefende een brede stilistische invloed uit, vooral op andere leden van haar familie. Zo'n 120 gedateerde, 40 ongedateerde en 100 toegeschreven werken van haar hand zijn bewaard gebleven. Haar werken waren geïnspireerd door Franse modellen en beelden, naast een twintigtal portretten, vooral religieuze en mythologische thema's uit. Volgens wetenschappelijk onderzoek zou Abesch in Sursee een werkplaats hebben gehad het hoofd te kunnen bieden tegen de talrijke opdrachten die ze ontving van kloosters (Einsiedeln, Engelberg, Eschenbach, Fischingen, Muri, Seedorf, Saint-Urbain) en particulieren (zoals de families Schnyder von Wartensee en zur Gilgen).

## Galerij

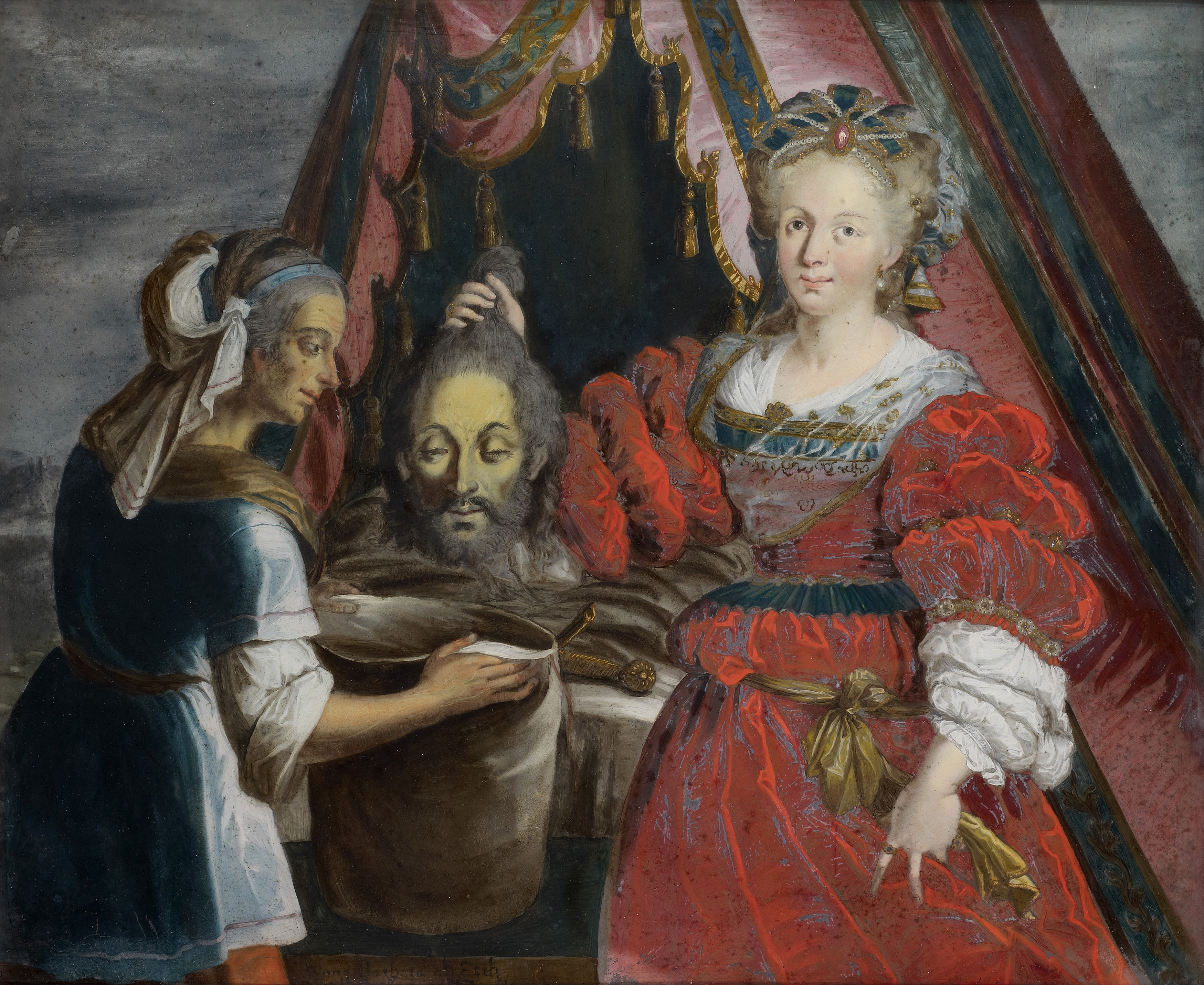
Judith mit dem Haupt des Holofernes, 1744.
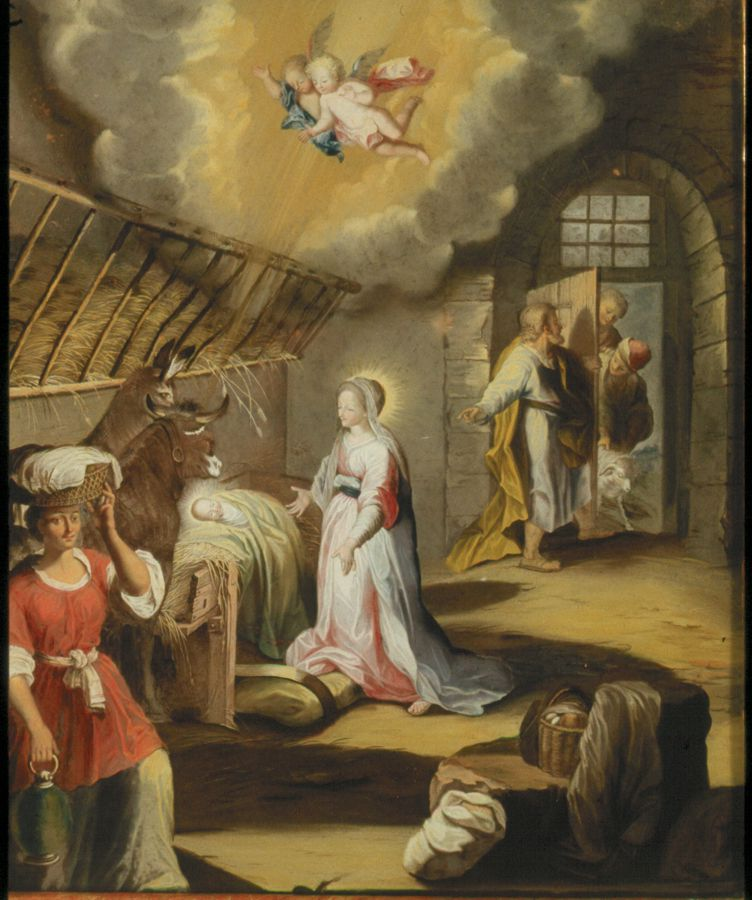
Geburt Christi nach Barocci, 1744.

- Gemeinsame Normdatei: 1017137722
- Historisch woordenboek van Zwitserland: 042150
- International Standard Name Identifier: 0000 0003 5886 3418
- RKD-Nederlands Instituut voor Kunstgeschiedenis: 204
- SIKART: 4027042
- Union List of Artist Names: 500052185
- Virtual International Authority File: 213909631
- WorldCat: E39PBJtX7TfXHmYjfYCchfhWDq